# Dendrolycopodium
Dendrolycopodium – rodzaj roślin należących do rodziny widłakowatych. Obejmuje cztery lub pięć gatunków (różnica wynika z różnego statusu D. verticale uznawanego albo za odrębny gatunek lub utożsamianego  z D. dendroideum). Rośliny te występują w Ameryce Północnej i wschodniej Azji. W tradycyjnym i częstym ujęciu (przyjętym m.in. we Flora of North America) gatunki tu zaliczane włączane są do szeroko ujmowanego rodzaju widłak Lycopodium. Rodzaj jako odrębny takson opisany został w 2003 i uznany został w systemie PPGI z 2016.
Są to widłaki naziemne, zimozielone, o pędach wznoszących się i rozgałęziających się. Nadziemne pędy rozwijają się przez 4–5 lat, przy czym rozgałęzienia powstają na wznoszącym się pędzie w drugim i trzecim roku, a kłosy zarodnionośne rozwijają się w trzecim i czwartym roku. Przyrosty w kolejnych latach porozdzielane są odcinkami o wyraźnie zagęszczonych liściach powstającymi w okresach zimowych. Rośliny te rosną w lasach liściastych i mieszanych, w zaroślach rozwijających się po wyrębach i na terenach otwartych.
Naukowa nazwa rodzajowa utworzona została z greckiego słowa dendro- znaczącego „drzewo, podobny do drzewa” i nazwy Lycopodium oznaczającej „widłak”.

## Morfologia
PokrójRośliny zimozielone, z kłączami podziemnymi. Co roku wyrasta z nich nowy pęd nadziemny oraz odgałęzienie boczne kłącza, z reguły słabo rosnące i zamierające. Pędy podziemne okryte są z rzadka łuskowatymi liśćmi. Pędy nadziemne wznoszą się prosto na wysokość 8–19 cm (nie licząc kłosa zarodnionośnego) i rozgałęziają się w 3–4 węzłach na odgałęzienia boczne, co nadaje im drzewkowaty wygląd. Odgałęzienia boczne dzielą się dychotomicznie 3–4 razy co daje w efekcie 8–16 gałązek na ich końcach. Pędy są okrągłe na przekroju lub spłaszczone od spodu. Na pędach nie powstają bulwki.
Liście (mikrofile)Jednakowe lub słabo dimorficzne. Wyrastają w sześciu rzędach, przylegają lub odstają od łodygi (jest to jedna z cech różniących gatunki), na końcach ostre, z nasadami zbiegającymi po łodydze.
ZarodnieZebrane w kłosy zarodnionośne wyrastające na szczycie prosto wzniesionego pędu i czasem także na silniejszych odgałęzieniach bocznych. Kłosy są pojedyncze lub bywa ich kilka, rzadko nawet do 10. Są siedzące i prosto wzniesione. Zarodnie osłonięte dwoma równej długości klapkami rozwijają się na doosiowej powierzchni liści zarodnionośnych.

## Systematyka
W systemach klasyfikacyjnych szeroko ujmujących rodzaj widłak Lycopodium rośliny tu należące zaliczane są do sekcji Obscurum (Rothm.) Holub lub opisywane są jako grupa Lycopodium dendroideum.
Pozycja i podział rodzaju w systemie PPG I (2016)
Rodzaj Dendrolycopodium należy do podrodziny Lycopodioideae W.H. Wagner & Beitel ex B. Øllg. z rodziny widłakowatych Lycopodiaceae – jedynej współczesnej w obrębie rzędu widłakowców Lycopodiales.
Wykaz gatunków
- Dendrolycopodium dendroideum (Michx.) A. Haines (tu obejmuje D. verticale)
- Dendrolycopodium hickeyi (W.H. Wagner, Beitel & R.C. Moran) A. Haines
- Dendrolycopodium juniperoideum (Sw.) A. Haines
- Dendrolycopodium obscurum (L.) A. Haines